# President Brandstraat
De President Brandstraat is een straat in Amsterdam-Oost.

## Geschiedenis en ligging
De straat kreeg per raadsbesluit van 26 juli 1923 haar naam; een vernoeming naar Johannes Henricus Brand, president van Oranje Vrijstaat. In 1926 werd ze geherdefinieerd. De straat ligt in de Transvaalbuurt (vernoemd naar Zuid-Afrikaansche Republiek in de volksmond Transvaal genoemd). Meerdere straten en pleinen in de buurt verwijzen naar Zuid-Afrika.
De President Brandstraat begint bij de Christiaan de Wetstraat (vernoemd naar Christiaan de Wet), loopt westwaarts kent een lichte knik om vervolgens langs speelplaats en sportveldjes te lopen. Er volgt een haakse hoek, waardoor ze eindigt op de Joubertstraat (Petrus Jacobus Joubert).
Het sportveldje en speelplaats kreeg in 2020 een nieuwe naam Albert Wittenbergplein.

## Gebouwen
De straat kent huisnummers tussen 1 en 334, maar een groot deel van de huisnummers ontbreekt. Vanaf nummer 100 zijn er alleen even huisnummers en huisnummers tussen 62 en 99 ontbreken geheel. De disbalans wordt veroorzaakt door genoemde sport- en speelvelden, maar ook omdat bijna alle oorspronkelijk bebouwing is gesloopt en vervangen door nieuwbouw, waarbij de nummering deels per appartement ging in plaats van per portiek. Van de oorspronkelijke bebouwing is alleen nog een school over. De straat biedt een verscheidenheid aan architectuur.

### President Brandstraat 27-29
Zoals gebruikelijk in kinderrijke buurten werd er door de Dienst der Publieke Werken ruimte gemaakt voor een school. In dit geval een dubbele school, wat wijst op veel kinderen in de buurt. Het gebouw stamt uit circa 1928 en is opgetrokken in de stijl van de Amsterdam School; een verstrakte vorm. De specifieke architect is onbekend; de dienst werkte als een soort collectief. Een andere school in dezelfde bouwstijl, ontworpen door Cornelis Kruiswijk viel ten prooi aan sloop (Willem de Zwijerschool, Kleuterschool Pinokkio). 

### President Brandstraat 100-280
Voor wat betreft architectuur is het complex tussen huisnummer 100 en 280 het opvallendst. Het is een strook bebouwing uit circa 1985, die werd neergezet op de plaats van gesloopte woningen, die niet meer aan de eisen voldeden of konden voldoen. Het gemeentelijk woningbedrijf Oost schakelde architect Jef Reintjes in. Van hem staat ook werk aan de Tugelaweg, Van Limburg Stirumstraat, Marnixstraat en Preangerstraat. Hij ontwierp voor de President Brandstraat een blok sociale woningen in een voor de buurt opvallend lichte kleur. Daarbij integreerde hij ook nog eens glazen bouwstenen en deels inpandige balkons met een ronding over de rooilijn heen. De bovenste van vijf bouwlagen is bestemd voor HAT-eenheden. Erfgoedvereniging Heemschut waardeerde het complex met een vleugel aan de Reitzstraat mede vanwege die lichtheid gecombineerd met een lage plint en tegeltableaus zodanig dat het het opnam in hun brochure Post ’65, architectuur 1966-1990 in Amsterdam uit 2019. In die lage plint is een kleine verhoging weggewerkt, zodat bewoners van de begane grond niet tegen geparkeerde auto’s kijken en automobilisten niet naar binnen.

### President Brandstraat 236-334
Het huizenblok 236 tot en met 334 is een bouwwerk uit circa 1950 en is ontworpen door het Gemeentelijk Woningbedrijf architect W. de Bruin. De oorspronkelijke bebouwing van een dertig jaren eerder was tijdens de Tweede Wereldoorlog door houtroof geheel leeggehaald; alleen het casco stond nog overeind. In de Transvaalbuurt woonden veel Joden die weggevoerd en omgebracht werden; hun huizen werden door anderen ingenomen of zoals hier het geval was geheel leeggehaald of een combinatie daarvan.

## Kunst
De nieuwbouwwoningen kennen zoals eerder vermeld enkele tegeltableaus. Boven de portiek 324-330 staat het beeld Daarom moet ik wenen van Wessel Couzijn uit 1950. 

## Afbeeldingen

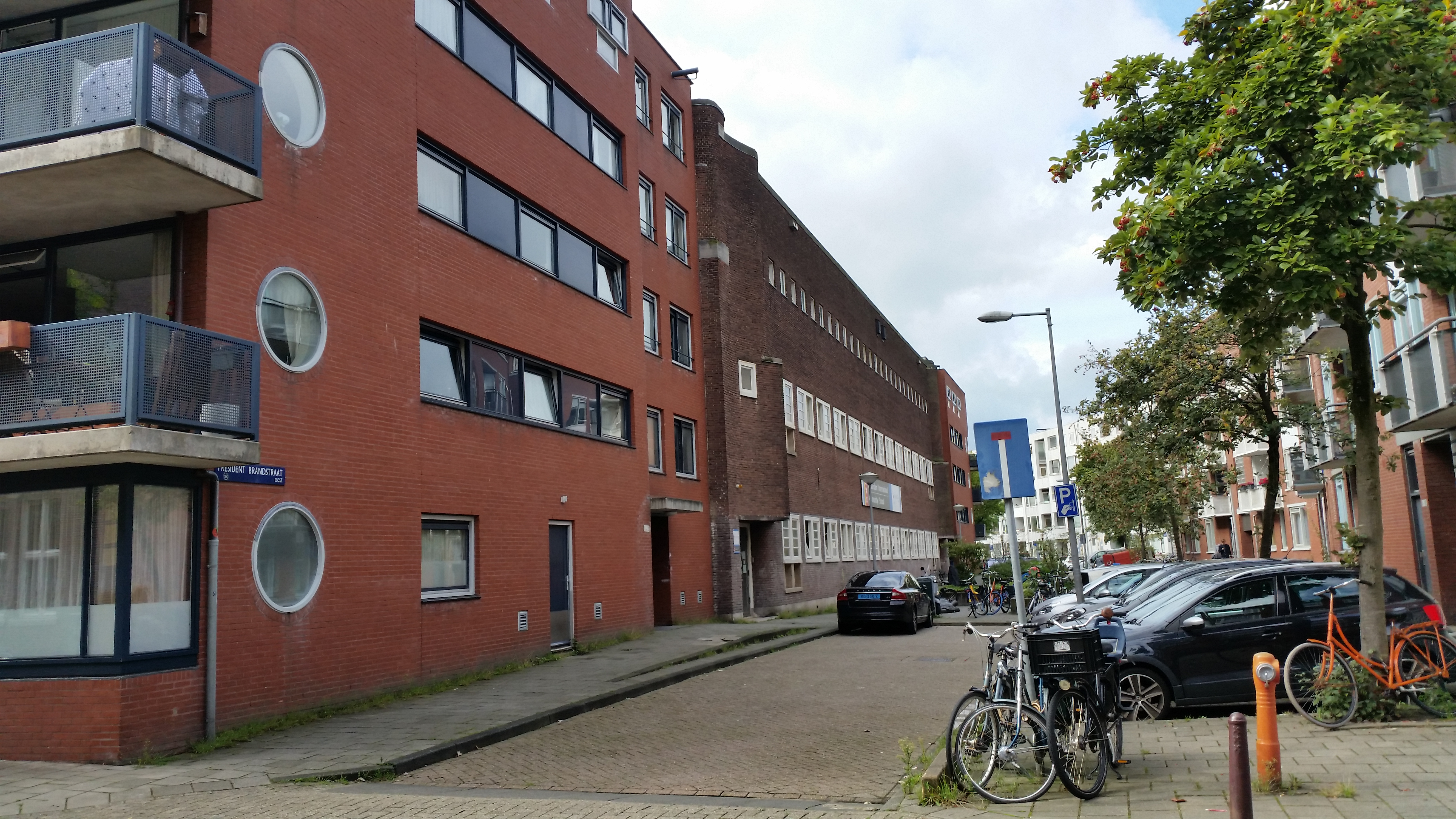
President Brandstraat 1-16 met in het midden de school (september 2020)
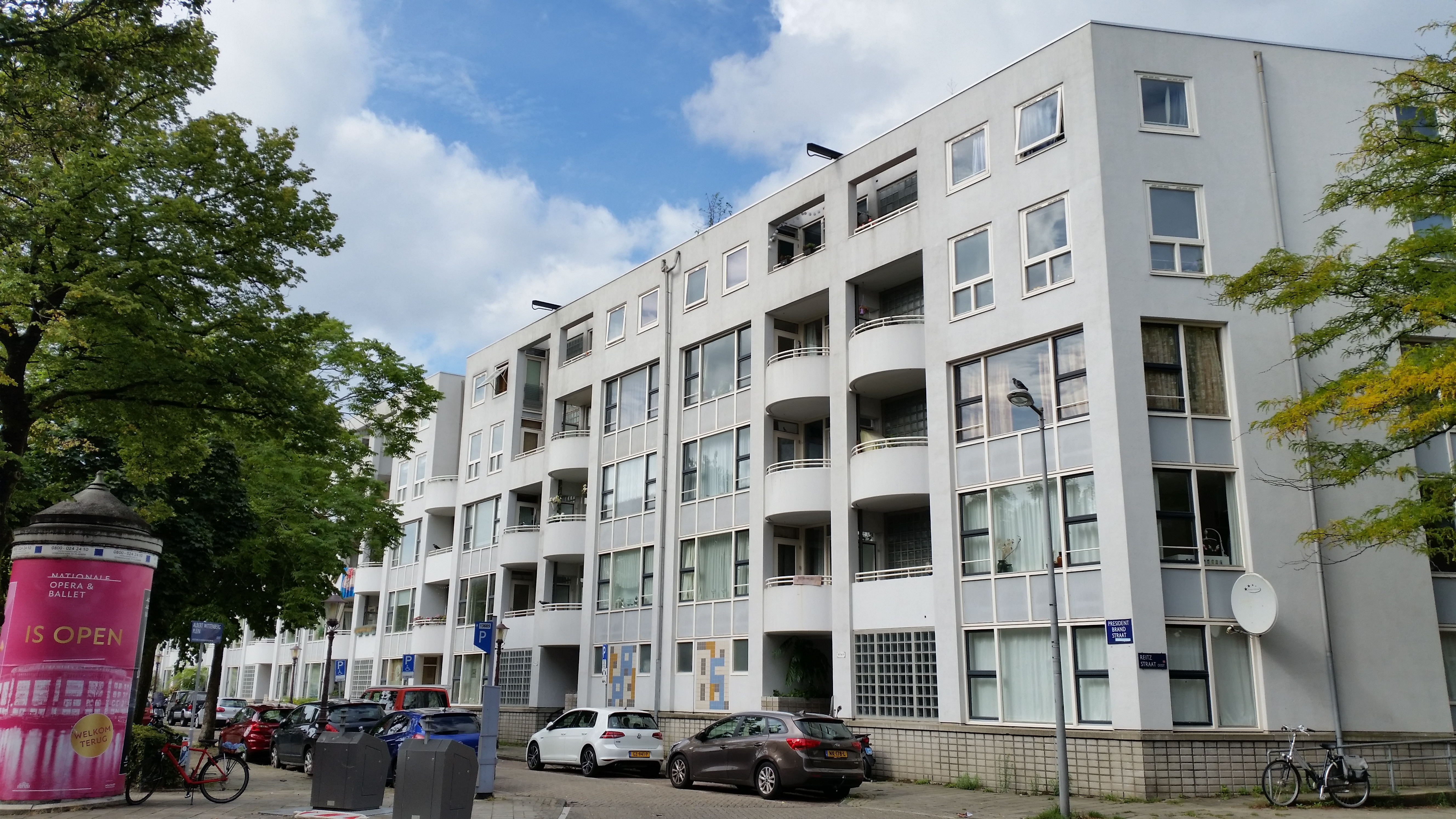
Blok van Reintjes (september 2020)
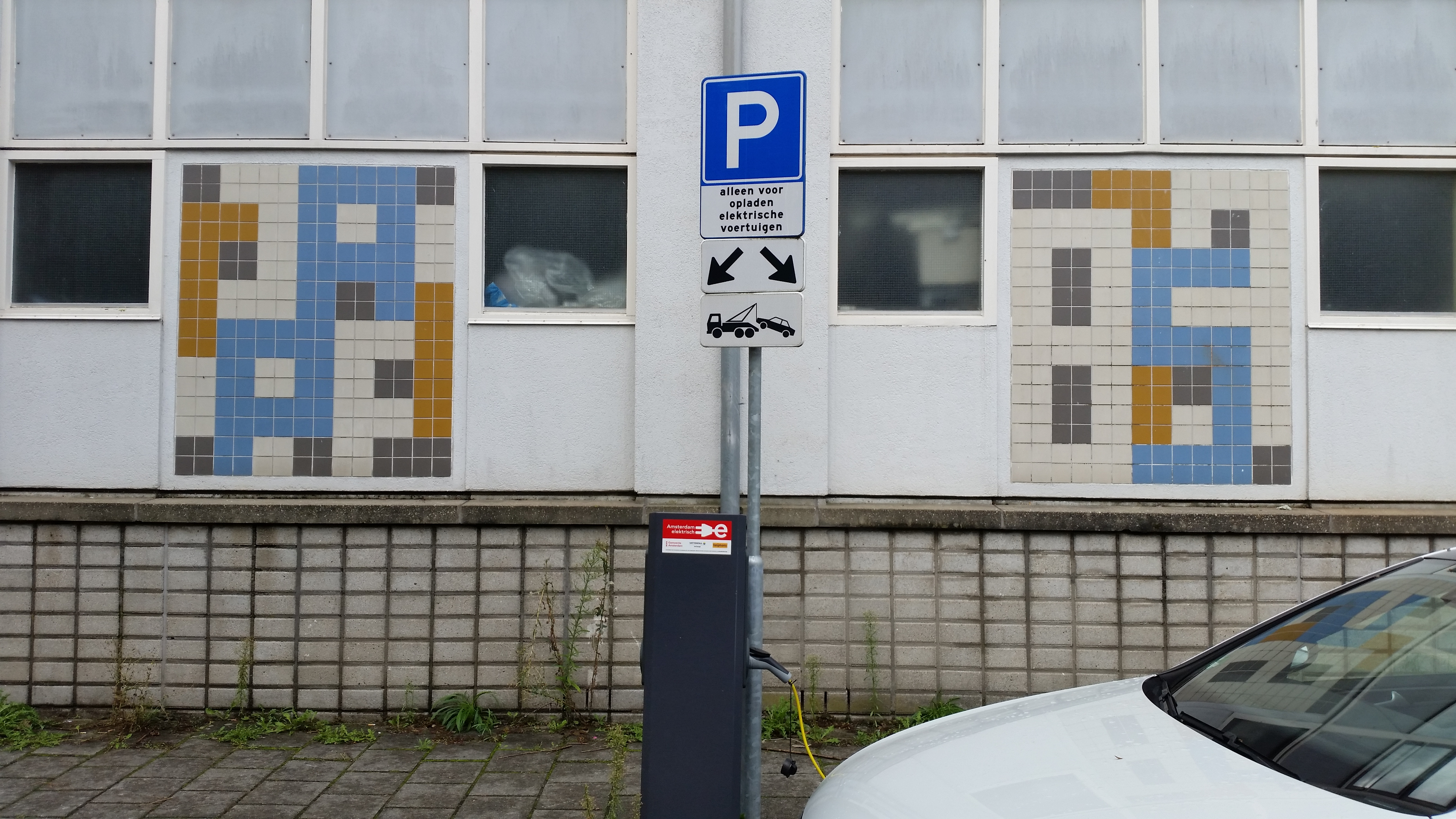
Tegeltableaus in complex van Reintjes (september 2020)
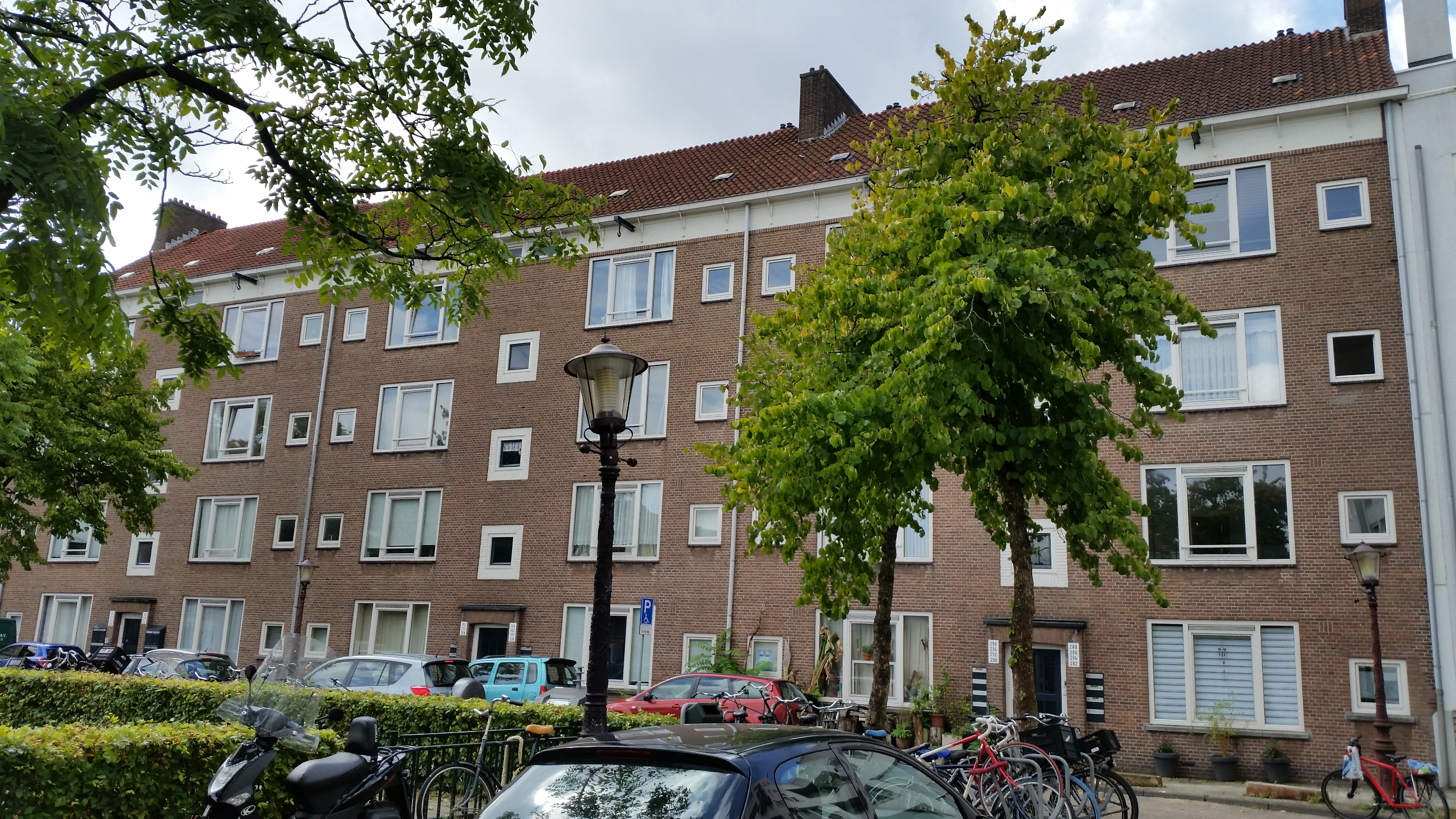
Blok uit 1950 (september 2020)